# 松采沃区 (莫斯科)
松采沃区（俄語：район Солнцево）是莫斯科西行政区的一区，面积11.29平方公里，人口126,309人。戈沃罗沃站、松采沃站、鲁缅采沃站、新佩列杰尔基诺站、太阳站和梅谢尔斯基站位于该区。